# Das Fräulein von Rodenschild

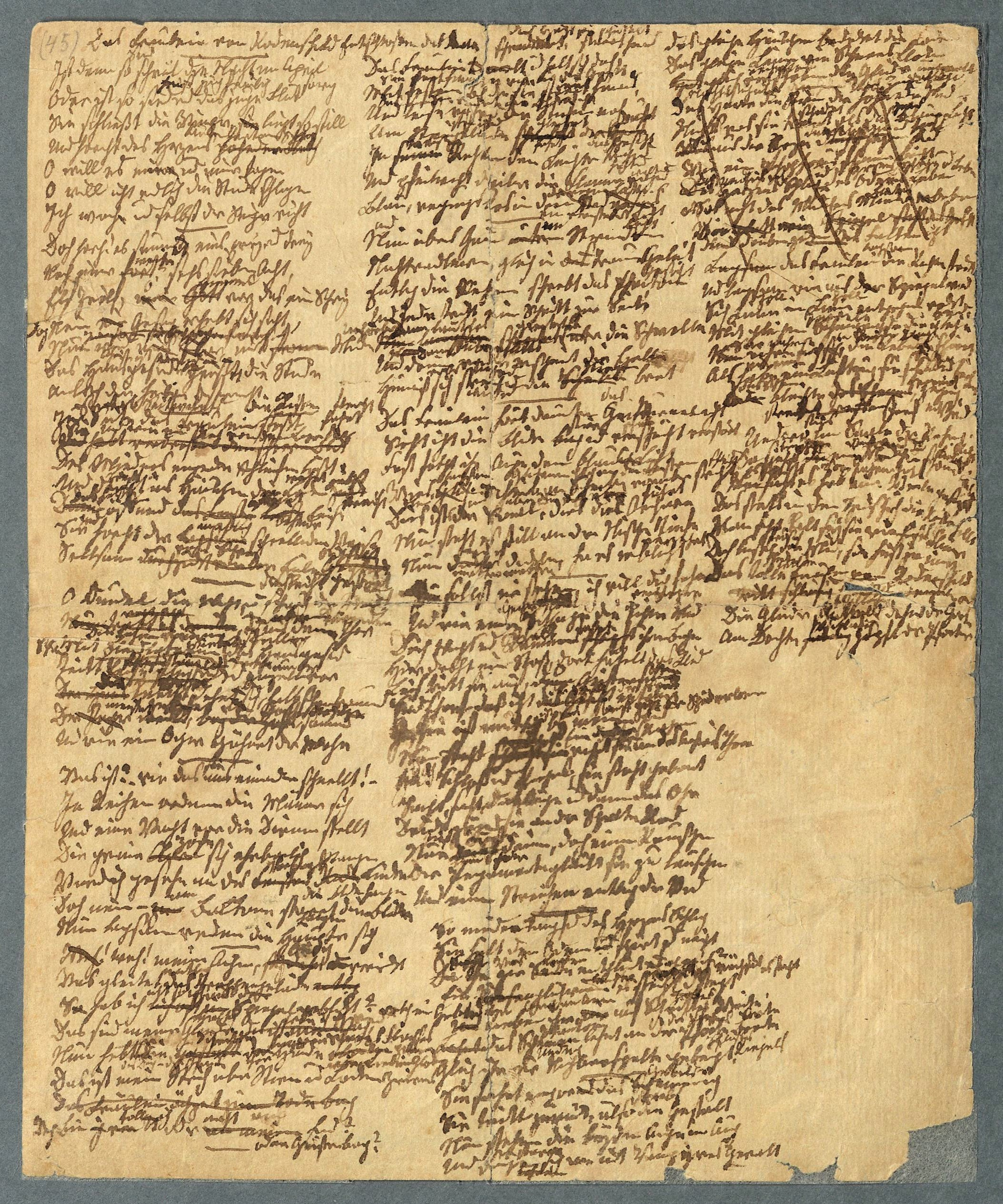
Arbeitsmanuskript von Das Fräulein von Rodenschild (1840)

Das Fräulein von Rodenschild ist eine Ballade von Annette von Droste-Hülshoff aus dem Jahr 1841. Darin begegnet die Titelfigur in der Osternacht einer Geistgestalt, die ihr absolut gleicht. Als die beiden sich berühren, verschwindet das Wesen und das Fräulein behält eine eiskalte Hand zurück, die sie fortan in einen Handschuh hüllt. Der Text wurde zunächst ausschließlich als Schauerballade verstanden. Seit den 1980er-Jahren erkennt man in dem Werk verdrängte Wünsche des Fräuleins in künstlerischer und erotischer Hinsicht und beleuchtet die Folgen der Anpassung an die Gesellschaft für die Identität der jungen Frau.

## Veröffentlichung

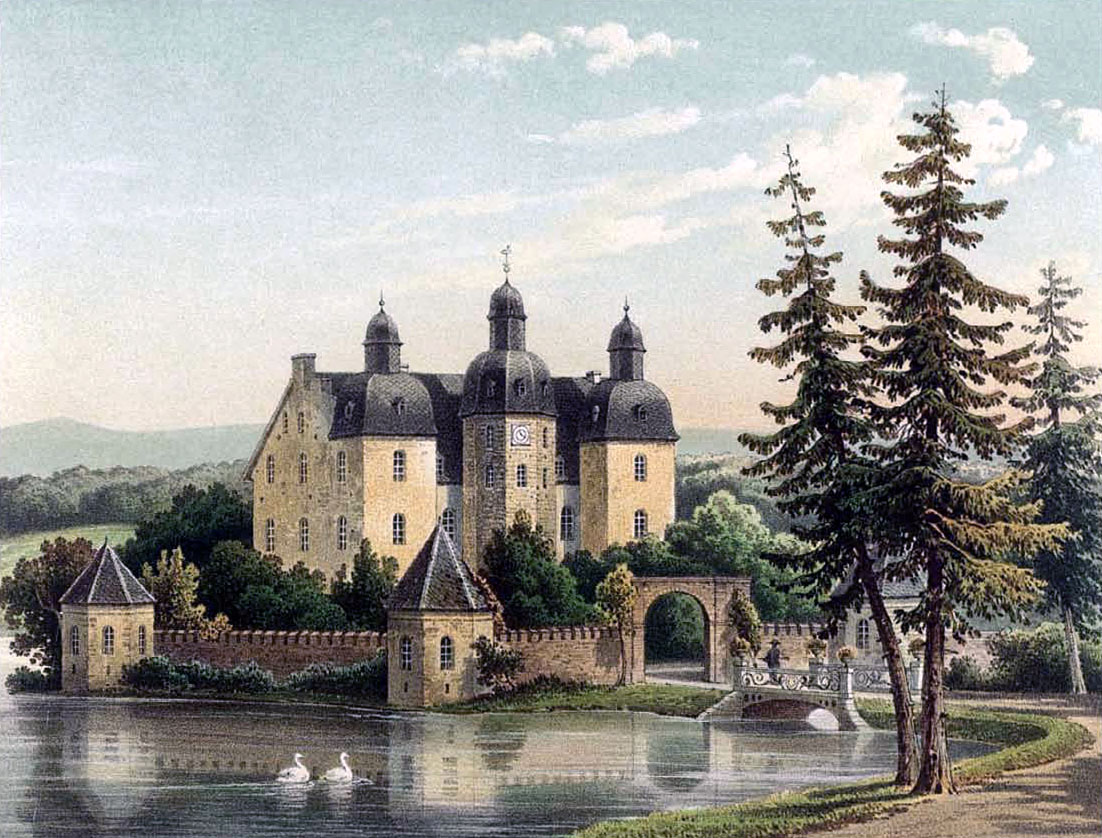
Schloss Holte (zwischen 1857 und 1883)

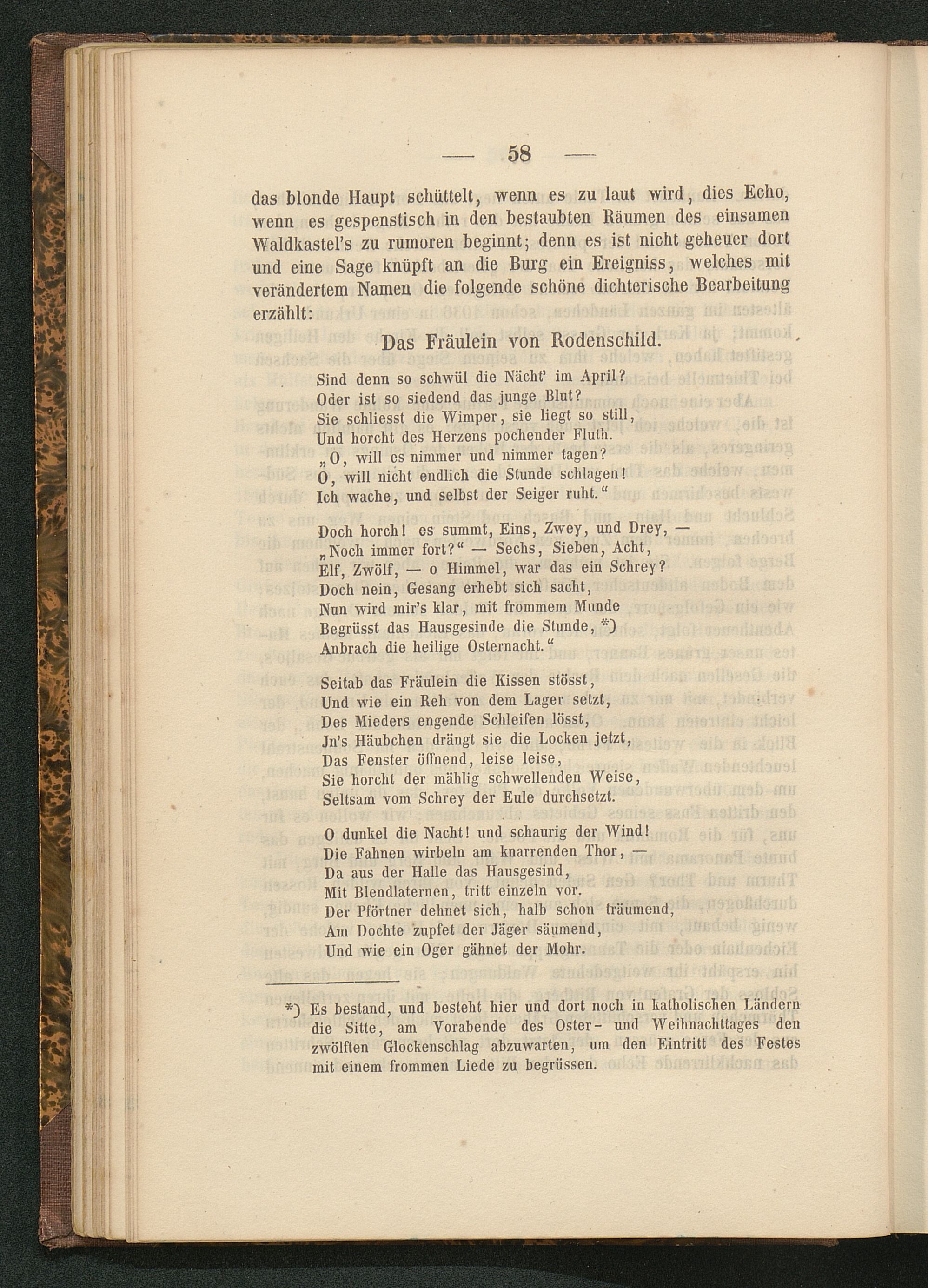
Erstveröffentlichung der Ballade (Anfang)

Die Ballade entstand im November oder Dezember 1840, vermutlich auf Burg Hülshoff. Droste stellte Levin Schücking den Text für sein im Februar 1841 erschienenes Buch Das malerische und romantische Westphalen zur Verfügung. Schücking gab die Ballade darin als eine Sage aus, die sich um das Schloss Holte ranke. Droste blieb als Verfasserin ungenannt. In der Neubearbeitung des Buches 1872 fehlen das Gedicht und der Hinweis auf die Sage, die offenbar eine Erfindung war. Droste hatte den Text in überarbeiteter Form in ihre Gedichtausgabe von 1844 aufgenommen.

## Text

### Inhalt
Das Fräulein von Rodenschild kann nicht schlafen und hört um Mitternacht von draußen den Gesang der Hausbediensteten, die sich versammelt haben, um das Osterfest einzuläuten. Am Fenster beobachtet das Fräulein die Szene. Plötzlich gerät die Gruppe in Aufregung, weil eine Geistgestalt, die dem Fräulein bis aufs Haar gleicht, auf Treppe und Hof umherwandelt und danach im Haus verschwindet. Das Fräulein betrachtet gebannt den Weg des Gespensts und beschließt, es zu fangen. Sie hört es im Archiv, dessen Tür verschlossen ist. Durch eine Spalte können sich die beiden aber sehen. Es kommt zur Berührung mit der rechten Hand, woraufhin das Phantom verschwindet. Die letzte Strophe schildert im Abstand von mehreren Jahren, wie das Mädchen wild tanzt. Es hat seine rechte, eiskalte Hand in einen Handschuh gehüllt.

### Auszug
Die Begegnung des Fräuleins mit ihrer Doppelgängerin an der Tür zum Archiv
(Verse 71–98 in den Strophen 11–14)
Ein dunkler Rahmen, Archives Tor;

– Ha, Schloß und Riegel! – sie steht gebannt,

Sacht, sacht das Auge und dann das Ohr

Drückt zögernd sie an der Spalte Rand,

Tiefdunkel drinnen – doch einem Rauschen

Der Pergamente glaubt sie zu lauschen,

Und einem Streichen entlang der Wand.

So niederkämpfend des Herzens Schlag,

Hält sie den Odem, sie lauscht, sie neigt –

Was dämmert ihr zur Seite gemach?

Ein Glühwurmleuchten – es schwillt, es steigt,

Und Arm an Arme, auf Schrittes Weite,

Lehnt das Gespenst an der Pforte Breite,

Gleich ihr zur Nachbarspalte gebeugt.

Sie fährt zurück, – das Gebilde auch –

Dann tritt sie näher – so die Gestalt –

Nun stehen die Beiden, Auge in Aug’,

Und bohren sich an mit Vampires Gewalt.

Das gleiche Häubchen decket die Locken,

Das gleiche Linnen, wie Schneees Flocken,

Gleich ordnungslos um die Glieder wallt.

Langsam das Fräulein die Rechte streckt,

Und langsam, wie aus der Spiegelwand,

Sich Linie um Linie entgegen reckt

Mit gleichem Rubine die gleiche Hand;

Nun rührt sich’s – die Lebendige spüret,

Als ob ein Luftzug schneidend sie rühret,

Der Schemen dämmert, – zerrinnt – entschwand.

## Form
Die Ballade besteht aus 15 Strophen mit je 7 Versen, die im Reimschema der Lutherstrophe [ababccb] angeordnet sind und 8 bis 10 Silben umfassen. Die fünften und sechsten Verse jeder Strophe weisen eine klingende Kadenz auf, alle anderen sind stumpf. Jeder Vers besitzt vier Hebungen mit freier Senkungsfüllung; ein einheitliches Versmaß ist nicht zu erkennen. Auffällig sind die vielen Fragen und Ausrufe sowie die zahlreichen Gedankenstriche, die eine Nähe zum Erleben des Fräuleins herstellen. Es ist die einzige Figur, die als Sprecherin unmittelbar greifbar wird, markiert durch Anführungszeichen. Bereits in der ersten Strophe verschwimmen jedoch die Grenzen zwischen der Figur des Fräuleins und dem Sprecher, der die Handlung erzählt, denn die ersten beiden Verse können als Fragen gelesen werden, die sich das Fräulein selbst stellt. Das gilt auch für V. 29 und V. 80. Diese Vermischung von Erzählbericht und innerem Monolog, der Ellipsen einschließt, ähnelt einem Bewusstseinsstrom. Mit „bei meinem Eid!“ (V. 70) wird das lyrische Ich greifbar; mit „Da siehst ein Mädchen du“ (V. 100) wird der Adressat angesprochen. Der letzte Vers lässt sich keinem bestimmten Sprecher zuordnen.

## Deutung

### Magische Geistererscheinung
Droste war dafür bekannt, gruselige Geschichten erzählen zu können. Das Fräulein von Rodenschild galt im 19. Jahrhundert als Paradebeispiel. Der Germanist Benno von Wiese hält die Begegnung des Menschen mit Geistererscheinungen 1947 für Drostes Lieblingsthema bei der Gestaltung ihrer Balladen, die er in zwei Gruppen unterteilt: die „geschichtlich-sozialen Schicksalsballaden“ und die „naturmagischen Geisterballaden“. Zur Letzteren zählt er neben Der Knabe im Moor, Der Fundator und Der Graue unter anderem auch Das Fräulein von Rodenschild. Darin stehe der gespenstische Vorgang, sich selbst in Gestalt eines Geistes zu begegnen, eindeutig im Mittelpunkt. Von Wiese lehnt eine weitergehende Deutung im Sinne einer „Projektion seelischer Vorgänge oder an den Wahnsinn grenzender pathologischer Zustände“ ausdrücklich ab. Droste gestalte das Grauen, das Magische und das Unerklärliche als Urphänomen der Welt um seiner Selbst willen. Die Verunsicherung und Gefährdung, die darin zum Ausdruck kämen, könnten auch als Abgrenzung zur Ordnung und Sicherheit der Biedermeierzeit verstanden werden. Der Literaturwissenschaftler Bernd Kortländer schließt sich noch 1979 dieser Sichtweise an, indem er für Das Fräulein von Rodenschild feststellt:

„Hier wird die Begegnung nicht im Sinne von Selbstreflexion oder -analyse genutzt, die Doppelgängerfigur bleibt ganz dem Bereich des Geister- und Gespensterwesens verhaftet; die Droste beschränkt sich auf die damit verbundenen Schauereffekte. Am ehesten interessant auch im Sinne der für die Schauerballaden der Droste typischen Techniken sind das Einbetten der Handlung in westfälisches Lokalkolorit und der etwas überraschende Schluß.“

### Verbot sexuellen Begehrens
Der Untersuchung des Germanisten Winfried Freund von 1981 zufolge ist das Fräulein tief beunruhigt, weil es ein starkes natürliches Verlangen verspürt und gleichzeitig bestrebt ist, die Kontrolle über sich zu behalten. Bereits die ersten beiden Verse deuteten darauf hin, dass die Szene erotisch aufgeladen ist. Zudem wird der feierliche Oster-Gesang der Bediensteten vom „wimmernden Schrei der Eule durchsetzt“ (V. 21). Dadurch werde das Dilemma der Titelfigur deutlich, die zwischen ihrem Wunsch nach naturhafter Sinnlichkeit und den Normen christlicher Sittlichkeit hin- und hergerissen sei. An dieser Spannung zerbreche letztlich die Balladenheldin. Der Zwiespalt werde schon deutlich, als das Fräulein die Geistererscheinung erblickt: Es bebt vor Angst und ist gleichzeitig wie gebannt von ihr (vgl. V. 42 f.). Das Gespenst wird auch „als Identitätsbruch des Fräuleins, als Abspaltung der Sexualität von der eigenen Person“ gedeutet. Der Geist müsse vertrieben werden, wenn das Fräulein den gesellschaftlichen Moralvorstellungen gerecht werden will. Dies geschehe, psychologisch gesehen, durch Verdrängung der Triebwünsche der jungen Frau. Mit der Unterdrückung ihres Begehrens sterbe ein Teil von ihr ab. Dies werde versinnbildlicht durch die verkümmerte Hand, die die Figur zurückbehält, nachdem sie das Gespenst vertrieben hat. Bemerkenswert sei, dass sich Fräulein und Doppelgängerin an der verschlossenen Tür zum Archiv begegnen. Nur durch eine Spalte ist eine Verbindung zwischen den beiden möglich. Die italienische Germanistin Bruna Bianchi stellt fest, dass „die Drosteschen Gedichte in ihrer Gesamtheit mit einer Grenze und deren problematischen Überschreitung zu tun haben.“ Ähnlich wie im Gedicht Am Turme wird die Grenze jedoch nicht überschritten. Der Kontakt an der Türspalte erinnere zudem an Pyramus und Thisbe, die sich nur durch eine Mauerritze unterhalten und ihrer Liebe versichern können.

#### Auto- und Homoerotik
Freund stellt die Ballade in eine Reihe mit dem Gedicht Die Taxuswand, in dem Droste auf den Bruch ihrer Beziehung zu Heinrich Straube anspielt. In ihrer Doktorarbeit weist die Autorin Angela Steidele darauf hin, dass sich kein Beleg für ein heterosexuelles Begehren finden lässt: Das Verlangen sei zunächst unbestimmt und richte sich danach auf die Gestalt, die dem Fräulein gleicht. Ab Vers 43 „kennt ihr Begehren jedoch ein Objekt: Es ist eine andere Frau und zugleich sie selbst. Das homoerotische Begehren ist vom autoerotischen nicht zu trennen.“ Das Begehren komme darin zum Ausdruck, dass das Fräulein die Gestalt mit ihren Blicken geradezu verschlinge. Dieser Voyeurismus reiche der Titelfigur aber nicht: „Du sollst mir stehen! ich will dich fahn!“ (V. 64) Mit dem schon damals veralteten Verb „fahen“ für „fangen“ werde verschleiert, dass sie die Gestalt berühren will. Dabei sei der Schauplatz bedeutend: Das Archiv versinnbildliche die Möglichkeit, zu neuen Erkenntnissen zu gelangen. In diesen verschlossenen, dunklen Raum will das Fräulein eindringen. Indem die einzige Öffnung als „Spalte“ (V. 74) bezeichnet werde und sich von innen „das Gespenst an der Pforte Breite, / Gleich ihr zur Nachbarspalte“ beuge (V. 83 f.), erhalte das Archiv „Ähnlichkeit mit dem weiblichen Genital“. Das Eindringen in diesen Raum und die Berührung des Gespensts würden mit einer folgenschweren Verletzung bestraft: „Die eiskalte, also fühllose rechte Hand ist nicht nur zum Schreiben unbrauchbar, sondern auch zum Lieben. Daher wird das Fräulein verrückt.“ Droste kürzte die Szene im Arbeitsmanuskript um eine Strophe, die nach V. 91 eingefügt war (vgl. Durchstreichung in der Abb. oben). Der Entwurf lautete:
Des Haars der Stirn der Zunge acht’,

Nichts was sie scheidet als jenes Licht

So aus der Kerze dunstig und sacht

Wie eine Phosphorusflamme bricht –

Herzens Schläge und Leben

Soll nicht des Mädchens Busen beben

Nur drüben zucken die Falten nicht
Steidele vermutet, dass Droste die Strophe zu sehr homoerotisch aufgeladen erschien. Der Entwurf untermauere aber den sexuellen Gehalt der Begegnung des Fräuleins mit der Geistgestalt.

#### Lesbische Vampire

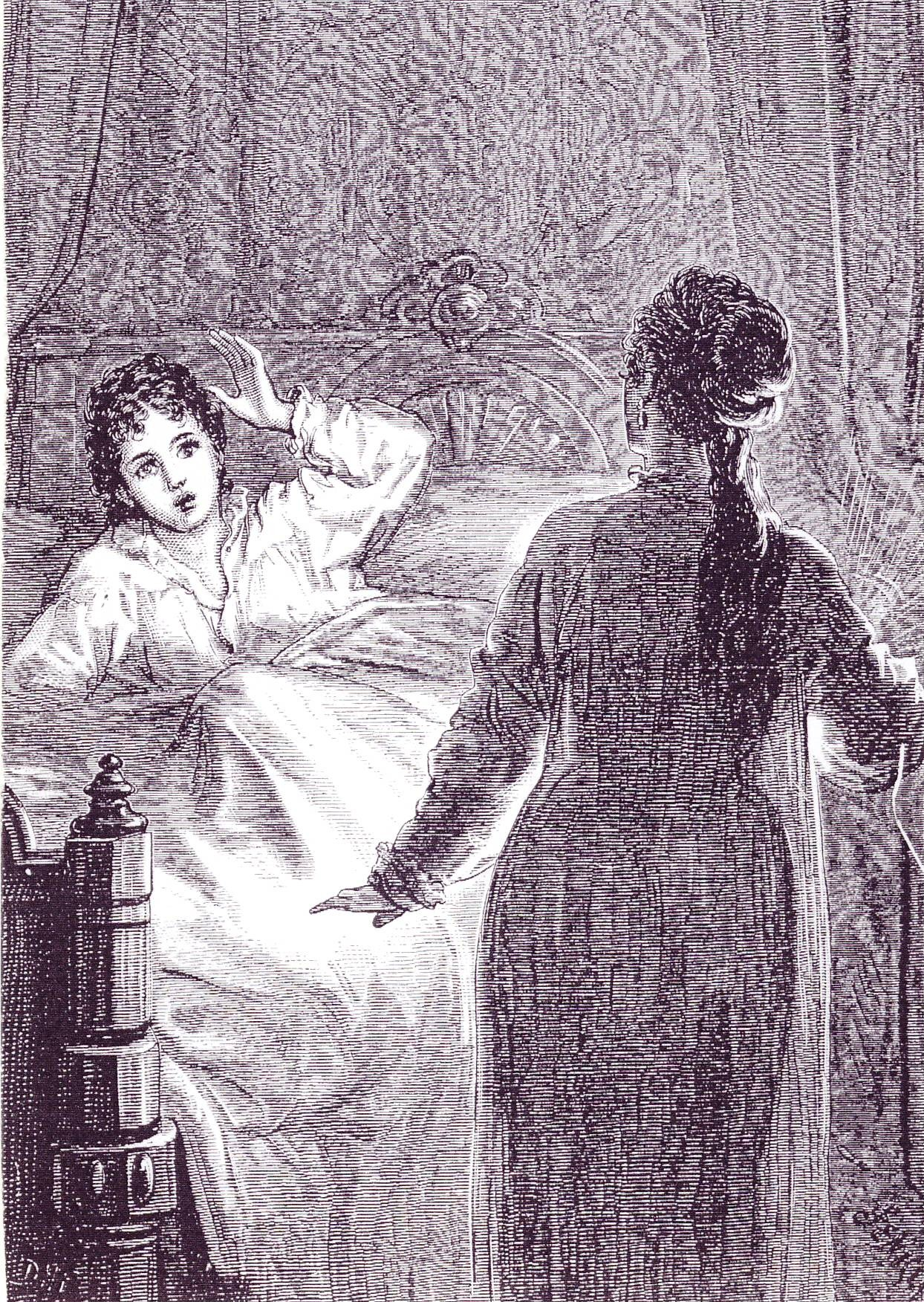
Vampir Carmilla nähert sich Laura. Illustration von David Henry Friston (1872)

Durch Johann Wolfgang von Goethes Ballade Die Braut von Korinth (1798) wurde die Gestalt des weiblichen Vampirs in der deutschen Literatur bekannt. Ihr Begehren richtet sich auf einen Mann, mit dem es zu einem Liebesakt kommt. Anders verhält es sich beim Fräulein von Rodenschild und ihrer Doppelgängerin. Die Verse
Nun stehen die Beiden, Auge in Aug’,

Und bohren sich an mit Vampires Gewalt.
zeigen, wie sehr die Szene erotisch aufgeladen ist (V. 87 f.). Die beiden sind sich zum ersten Mal nah und schauen sich an. Zwar sei die Wendung vom ‚bohrenden Blick‘ üblich, räumt Steidele ein, deutet das Bohren aufgrund der Grammatik des Satzes jedoch als Handlung der beiden Figuren im Sinne eines Liebesaktes. Im 19. Jahrhundert gestalteten Charles Baudelaire in seinem Gedichtband Les Fleurs du Mal (1857) und Joseph Sheridan Le Fanu in seiner Novelle Carmilla (1871) die Liebe zwischen Frauen als Vampirgeschichten. Erst wenn eine Frauengestalt als Geist oder Vampir auftritt, werde die lesbische Liebe in Literatur und Film darstellbar. Dies gelte auch für das Fräulein von Rodenschild: „Lesbisches Begehren wird im Irrealis dargestellt; eine der Frauen erscheint als Gespenst, womit die Frage des Begehrens zwar thematisiert, der fleischliche Vollzug jedoch in Abrede gestellt wird.“

### Unmöglichkeit weiblichen Schreibens
Die Germanistin Claudia Liebrand rückt mit dem Blick auf die „vereiste Schreib-Rechte“ das Selbstverständnis der Schriftstellerin in den Mittelpunkt. Bedeutend ist erneut der Raum, in den sich das Alter Ego des Fräuleins flüchtet: das Archiv. Es ist der Ort langfristiger Aufbewahrung von Schriftstücken, für die sich die Gestalt zu interessieren scheint (vgl. V. 75 f.). Liebrand stellt fest: „Das Schatten-Ich, dem die Protagonistin folgt, ist also offensichtlich eines, das den Bereich von Pergament, Papier, Text für sich reklamiert, das im kulturellen Archiv zu Hause ist.“ Dort nimmt jedoch die rechte Hand, die den meisten Menschen als Schreibhand dient, dauerhaft Schaden. Die rechte Hand stehe als Symbol für literarisches Schaffen und künstlerischen Ausdruck. In der Ballade gestalte Droste daher die Schwierigkeit einer Frau, intellektuell oder künstlerisch tätig zu sein. Die junge Frau möchte durch die Kontaktaufnahme zu ihrem geisterhaften Ebenbild diesen Selbstanteil, der ihr bislang verborgen und unzugänglich war, in sich aufnehmen. Die Folge ist eine eiskalte Hand, mit der die junge Frau sich fortan nicht mehr schriftlich ausdrücken kann.

### Ausschluss aus der Gesellschaft
In Bezug auf die Folgen der Begegnung gibt es verschiedene Interpretationen: Einerseits wird der Tanz des Fräuleins als Beleg für seine gelungene Integration in die Gesellschaft gewertet, auch wenn von Harmonie keine Rede sein könne. Die soziale Einbindung sei nur möglich, wenn bestimmte Konventionen befolgt würden. Das gelte für die Titelfigur aber nur eingeschränkt, weil sie Bedürfnisse habe, die über die ihr gesetzten Grenzen hinausgingen. Andererseits wird das Fräulein als „schön und wild“ (V. 101) gekennzeichnet und wirke deshalb überspannt, verrückt. Der letzte Vers betone eigens seine Tollheit, also seinen Wahnsinn, der einer vollumfänglichen Aufnahme in die Gesellschaft entgegenstehe. Eine Übereinkunft besteht darin, dass sich die junge Frau den „weiblichen Wunsch nach Ganzheit, nach Selbstbestimmung“ nicht erfüllen kann, weil ihr das, wonach sie sich sehnt – künstlerischer Ausdruck und erotisches Erleben –, von der Gesellschaft versagt wird. Wenn sie ein Teil der Gesellschaft bleiben will, muss sie ihre individuellen Bedürfnisse unterdrücken.